# Мышинец (гмина)
Мышинец (пол. Myszyniec) — гмина (волость) в Польше, входит как административная единица в Остроленкский повет, Мазовецкое воеводство. Население — 10 250 человек (на 2004 год).

## Демография
| Перепись                       | Всего   | Всего | Женщины | Женщины | Мужчины | Мужчины |
| ------------------------------ | ------- | ----- | ------- | ------- | ------- | ------- |
| Единицы                        | человек | %     | человек | %       | человек | %       |
| Население                      | 10 250  | 100   | 4992    | 48,7    | 5258    | 51,3    |
| Плотность населения (чел./км²) | 44,8    | 44,8  | 21,8    | 21,8    | 23      | 23      |

## Сельские округа
1. Бялусны-Лясек
2. Чендк
3. Харчабалда
4. Дренжек
5. Гадомске
6. Крысяки
7. Мышинец-Корыта
8. Недзведзь
9. Ольшины
10. Пелты
11. Стары-Мышинец
12. Свидвиборек
13. Волькове
14. Выдмусы
15. Выкрот
16. Залесе
17. Здунек

## Соседние гмины
1. Гмина Бараново
2. Гмина Чарня
3. Гмина Кадзидло
4. Гмина Лысе
5. Гмина Розоги